# Fenômeno do censo Jedi
O fenômeno do censo Jedi é um movimento popular (grassroots) iniciado em 2001 para residentes de vários países de língua inglesa, exortando-os a registrar sua religião como "Jedi" ou "Cavaleiro Jedi" (segundo a ordem quase religiosa dos Cavaleiros Jedi no universo fictício de Star Wars) no censo nacional.

## Impacto

### Austrália
Na Austrália, mais de 70.000 pessoas (0,37%) se declararam membros da ordem Jedi no censo de 2001. O Australian Bureau of Statistics publicou um comunicado de imprensa oficial em resposta ao interesse da mídia sobre o assunto. O ABS anunciou que quaisquer respostas relacionadas a Jedi na questão da religião deveriam ser classificadas como "não definidas" e enfatizou o impacto social de se fazer declarações enganosas ou falsas no censo. Um porta-voz do ABS disse que "uma análise mais aprofundada das respostas do censo foi realizada desde a divulgação dos dados do censo em 17 de junho para identificar separadamente o número de respostas relacionadas aos Jedi". Acredita-se que não exista um valor numérico que determine uma religião por definição do ABS, mas seria necessário haver um sistema ou filosofia de crenças, bem como alguma forma de estrutura institucional ou organizacional.
O esforço para os australianos se declararem membros da ordem Jedi foi um dos primeiros exemplos de um conceito que se tornou "viral" na internet na Austrália. O site criado para promover o conceito foi visitado mais de 100.000 vezes em um período de cinco semanas e foi arquivado pela Wayback Machine em 21 de outubro de 2001.
O censo de 2006 registrou 58.053 Jedi. No censo de 2011, os números que listavam sua fé como Jedi haviam aumentado do censo de 2006 para 65.000. Cerca de 48.000 pessoas se declararam Jedi no censo de 2016.
O fenômeno do censo de Jedi atraiu a atenção do sociólogo da religião Adam Possamai, que o discute em seu livro Religion and Popular Culture: A Hyper-Real Testament. O estudo de Possamai colocou o jediísmo no contexto de uma classificação metodológica específica ('religiões hiper-reais') e tentou demonstrar que existia hostilidade em relação a novas religiões na Austrália.
No período que antecedeu o censo de 2006, havia relatos de que escrever Jedi no censo de 2006 poderia levar a uma multa por fornecer informações "falsas ou enganosas". Isso apesar das admissões anteriores do ABS de que eles estavam "bastante relaxados" sobre o assunto em 2001 e de que ninguém havia sido processado em pelo menos 15 anos. No período que antecedeu o censo de 2016, houve um impulso dos ateus alertando para não usar Jedi, rogando porque isso poderia ser considerado religioso.

### Canadá
No censo de 2001, 21.000 canadenses declararam sua religião como Cavaleiro Jedi Esse fato foi referenciado pelo gabinete do primeiro-ministro como uma justificativa para tornar voluntário o censo de 40 páginas. Na National Household Survey de 2011, o número caiu para 9.000.

### Croácia
No censo de 2011, 303 croatas colocaram Jedi como religião.

### República Checa
O censo de 2011 registrou preliminarmente 15.070 pessoas que responderam à pergunta voluntária sobre religião como pertencentes à religião Jedi, descrita pelo Serviço de Estatística Checo como "os valores morais dos cavaleiros Jedi". O escritório observou que este é um fenômeno internacional. Como o formulário do censo de 2011 não listou as religiões, estas precisando ser preenchidas, o número total de Jedi não é artificialmente impulsionado por aqueles que não tinham conhecimento do fenômeno antes de preencher o formulário do censo. Por outro lado, muitas pessoas incentivaram outras em discussões, e depois a mídia, a preencher a religião Jedi antes do censo de 2011 (como uma forma de protesto contra a amplitude, o custo geral e o preenchimento obrigatório do censo), o que provavelmente foi a causa. O maior número de Jedi foi registrado morando em Praga.

### Irlanda
Em uma revisão do censo de maio de 2012, o Comitê de Contas Públicas de Dáil perguntou ao Escritório Central de Estatística sobre a confiabilidade das respostas autorreferidas, instanciando pessoas que listavam Jedi como sua religião. A resposta foi "Provavelmente poderíamos dizer o número de pessoas que se declararam como tais, mas não a publicamos". Os resultados do censo de 2016 listam todas as religiões que recebem mais de 30 respostas, incluindo 2.050 sob o título "Cavaleiro Jedi".

### Montenegro
No censo de 2011 no Montenegro, um grupo de jovens se declarou "Jedi" na questão da etnia, pois acredita que a etnia não deve ser um problema hoje.

### Nova Zelândia
Mais de 53.000 pessoas se listaram como Jedi no censo da Nova Zelândia em 2001. A Nova Zelândia teve a maior população per capita de Jedi relatada no mundo naquele ano, com 1,5% marcando "Jedi" como religião. A cidade de Dunedin teve a maior população de Jedi per capita relatada. As estatísticas da Nova Zelândia trataram as respostas Jedi como "Resposta entendida, mas não será contada".
Houve uma queda no número de Jedi da Nova Zelândia cinco anos depois, com cerca de 20.000 pessoas declarando isso como religião no censo de 2006.
O censo de 2011 não foi concluído devido a um terremoto em Christchurch, mas, no censo de 2018, o número estava mais ou menos alinhado com 2006, com 20.409 (0,43% das respostas totais).

### Sérvia
Em 2012, foi relatado que 640 sérvios haviam se identificados como Jedi.

### Turquia
Em 6 de abril de 2015, milhares de estudantes turcos levantaram suas vozes em campanhas para construir templos budistas e Jedi em suas universidades, depois que uma série de mesquitas foram construídas em seus campi por reitores que enfatizavam "grande demanda". Vários estudantes da Universidade Dokuz Eylül, na província ocidental de Izmir, exigiram a construção de um templo Jedi em seu campus. "Há cada vez menos Jedi na Terra... o templo mais próximo fica a bilhões de anos-luz de distância", diz a petição. Acrescenta que "Padawans sem instrução" estão se movendo ao lado sombrio... Para recrutar novos Jedi e trazer equilíbrio à Força, queremos um templo Jedi", disse a petição que recebeu mais de 6.000 assinaturas no Change.org, referindo-se aos cavaleiros famosos do universo fictício de Guerra nas Estrelas. A página no Change.org também apresenta uma imagem do Mestre Jedi Yoda, ensinando os jovens Jedi a usar um sabre de luz. A petição foi iniciada por Akin Cagatay Caliskan, um estudante de ciência da computação de 18 anos de Ancara: "Queremos liberdade de culto. Há mesquitas por toda parte, mas nenhum templo Jedi!" Caliskan diz estar surpreso com o impacto que sua petição causou: "Eu não esperava tantos apoiadores. Eu pensei que talvez (teria) 100."

### Reino Unido

#### Inglaterra e País de Gales
Na Inglaterra e País de Gales, 390.127 pessoas (quase 0,8%) declararam sua religião como Jedi nos formulários do Censo de 2001, superando o sikhismo, o judaísmo e o budismo, tornando-a a quarta maior religião relatada no país. No censo de 2001, 2,6% da população de Brighton afirmou ser Jedi. As porcentagens de afiliações religiosas foram:
- Cristã: 70%
- Sem religião: 16%
- Escolheu não responder: 7,8%
- Muçulmana: 3,1%
- Hindu: 2.1%
- Jedi: 0,7%

Antes do censo, foi confirmado que os cidadãos não eram passíveis a uma multa em relação à pergunta 10 (sobre religião). Isso foi baseado na seção 1(2) da Ato (da Emenda) do Censo 2000 que alterou a seção 8 do Ato do Censo de 2000 para declarar que "nenhuma pessoa será sujeita a uma penalidade na subseção (1) por recusar ou negligenciar declarar quaisquer detalhes em relação à religião". A mudança na lei foi implementada pela Ordem (da Emenda) do Censo de 2000 e pelos Regulamentos (da Emenda) do Censo de 2000.
Jedi recebeu seu próprio código no Reino Unido para processamento de censo, o número 896. Funcionários do Escritório de Estatísticas Nacionais apontaram que isso significa apenas que foi registrado como uma resposta comum à pergunta "religião" e que isso não confere a ela o status de reconhecimento oficial. John Pullinger, diretor de relatórios e análises do Censo, observou que muitas pessoas que de outra forma não teriam preenchido um formulário do Censo o fizeram apenas para se registrar como Jedi; portanto, essa piada ajudou a melhorar a qualidade do Censo. O Escritório de Estatísticas Nacionais revelou o número total em um comunicado de imprensa intitulado "390,000 Jedi there are" (390,000 Jedi, há).
Em junho de 2005, Jamie Reed, recém-eleito deputado trabalhista por Copeland em Cúmbria, declarou-se o primeiro Membro Jedi do Parlamento durante seu discurso inaugural. A declaração, feita no contexto de um debate em andamento sobre o Incitamento ao Projeto de Lei do Ódio Religioso, foi confirmada pelo escritório de Reed como uma piada em vez de uma declaração séria de fé. Durante um debate subsequente do comitê sobre o projeto, Dominic Grieve, deputado conservador do Parlamento em Beaconsfield, propôs "um tanto como uma piada" excluir Cavaleiros Jedis da proteção do ato proposto, juntamente com satanistas e defensores do sacrifício de animais, ilustrando a dificuldade de definir a crença religiosa na legislação. Da mesma forma, em abril de 2006, Edward Leigh, membro conservador do Parlamento por Gainsborough, perguntou se ele poderia criar uma escola religiosa de cavaleiros Jedi durante um debate do Comitê sobre o Projeto de Lei de Educação e Inspeções.
Em 16 de novembro de 2006, dois Jedi entregaram uma carta de protesto a funcionários da ONU em reconhecimento ao Dia Internacional da Tolerância. A carta, escrita por Simon Cohen, da agência de relações públicas da Global Tolerance, solicitou que fosse renomeado como "Dia Interestelar da Tolerância da ONU" e citou o censo de 2001 mostrando 390.000 Jedi na Inglaterra e no País de Gales.
De acordo com os números do censo de 2011, o número de Jedi havia caído para 176.632, colocando-o em sétimo lugar, tendo sido ultrapassado pelo judaísmo e pelo budismo, mas ainda superando confortavelmente em número qualquer outra religião alternativa ou paródia. A revista Metal Hammer também incentivou os leitores a marcar "Heavy Metal" como religião, levando a mais de 6.000 respostas.

#### Escócia
Na Escócia, 14.052 pessoas declararam que Jedi era sua religião atual (14.014 "Jedi", 24 "Ordem Jedi" e 14 "Sith") e 2.733 afirmaram que era sua religião de criação (2.682 "Jedi", 36 "Ordem Jedi" e 15 "O Lado Negro") no censo de 2001. A proporção de pessoas que declararam sua religião como Jedi na Escócia foi menor do que na Inglaterra e no País de Gales, em 0,277%.
Em abril de 2009, soube-se que oito policiais que atuavam na maior força policial da Escócia, Strathclyde, listaram sua religião oficial como Jedi em formulários de diversidade voluntários. Os detalhes foram obtidos em uma solicitação de Liberdade de Informação da Jane's Police Review.

## Crítica
A Fundação Ateia Australiana se opõe a indivíduos não religiosos que respondam com qualquer resposta de piada, porque isso levaria a uma subconta do censo de pessoas não religiosas e diminuiria sua influência política.